# Bezirk Teschen

Verwaltungsgliederung Österreichisch-Schlesiens (1900)

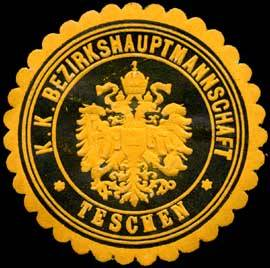
Siegelmarke der k.k. Bezirkshauptmannschaft Teschen

Der Bezirk Teschen (tschechisch Politický okres Těšín, polnisch Powiat polityczny Cieszyn) war ein Politischer Bezirk in Österreichisch-Schlesien in den Jahren 1850–1855 und 1868–1918/1920. Sein Gebiet umfasste Teile des Olsagebiets (Teschener Schlesien) in den heutigen Staaten Polen (Woiwodschaft Schlesien, Powiat Cieszyński) und Tschechien (Moravskoslezský kraj, Okres Frýdek-Místek und Okres Karviná). Sitz der Bezirkshauptmannschaft (tschechisch Okresní hejtmanství v Těšíně, polnisch C.K. Starostwo Powiatowe w Cieszynie) war die Stadt Teschen, heute Cieszyn in Polen und Český Těšín in Tschechien. Nach dem Ersten Weltkrieg fiel der Bezirk an Polen und die Tschechoslowakei.

## Geschichte
In den Jahren 1850–1855 umfasste der Bezirk Teschen auch Freistadt und 1868–1901 auch Friedek.
Im Jahre 1880 hatte der Bezirk 101 Gemeinden (49 im Gerichtsbezirk Teschen, 32 im Gerichtsbezirk Friedek, 20 im Gerichtsbezirk Jablunkau). 1890 gab es 102 Gemeinden (Žermanice wurde von Horní Bludovice abgetrennt), am 1. Januar 1890 103 Gemeinden (Lomna wurde in Dolní Lomná und Horní Lomná getrennt). Am 1. Oktober 1901 wurde aus dem Gerichtsbezirk Friedek ein eigener Bezirk mit 33 Gemeinden geschaffen. Danach hatte der Bezirk Teschen eine Fläche von 730 km² und umfasste 70 Gemeinden (49 im Gerichtsbezirk Teschen and 21 im Gerichtsbezirk Teschen Jablunkau).
Ergebnisse der Volkszählungen von 1880, 1890, 1900 und 1910 in den Gerichtsbezirken Teschen und Jablunkau:
|                          | 1880            | 1890            | 1900            | 1910            |
| ------------------------ | --------------- | --------------- | --------------- | --------------- |
| Gerichtsbezirk Teschen   | 51.099          | 54.663          | 62.044          | 71.809          |
| Polnischsprachig         | 34.551 (69,1 %) | 39.258 (73,6 %) | 42.380 (70,2 %) | 47.982 (68,3 %) |
| Tschechischsprachig      | 7.536 (15,1 %)  | 4.912 (9,2 %)   | 5.320 (8,8 %)   | 6.033 (8,6 %)   |
| Deutschsprachig          | 7.869 (15,8 %)  | 9.150 (17,2 %)  | 12.583 (20,9 %) | 16.133 (23 %)   |
| Gerichtsbezirk Jablunkau | 24.413          | 26.738          | 28.987          | 30.743          |
| Polnischsprachig         | 24.371 (97,5 %) | 25.607 (97,4 %) | 27.614 (97 %)   | 26.165 (96,4 %) |
| Tschechischsprachig      | 93 (0,4 %)      | 63 (0,2 %)      | 86 (0,3 %)      | 171 (0,6 %)     |
| Deutschsprachig          | 538 (2,1 %)     | 622 (2,4 %)     | 773 (2,7 %)     | 912 (3 %)       |

Herkömmlich wurde der Bezirk in den Grenzen nach der Ausgliederung des Bezirkies Friedek von den sogenannten Teschener Walachen (polnisch Wałasi) im Norden und Schlesischen Goralen im Süden bewohnt, die die Teschener und Jablunkauer Mundarten sprachen. Die Ergebnisse der Volkszählungen und andere die nationale Identität betreffende Faktoren werden bis heute diskutiert (siehe: Tschechoslowakisch-polnische Grenzkonflikte).
Im Jahre 1910 waren 56.924 (55,5 %) Personen römisch-katholisch, 42.738 (41,7 %) evangelisch, 2.689 (2,6 %) jüdisch, 201 waren anderen Glaubens. Es gab um 5500 (5,5 %) Einwanderer aus Galizien, 4300 (0,9 %) kamen aus Böhmen und Mähren.

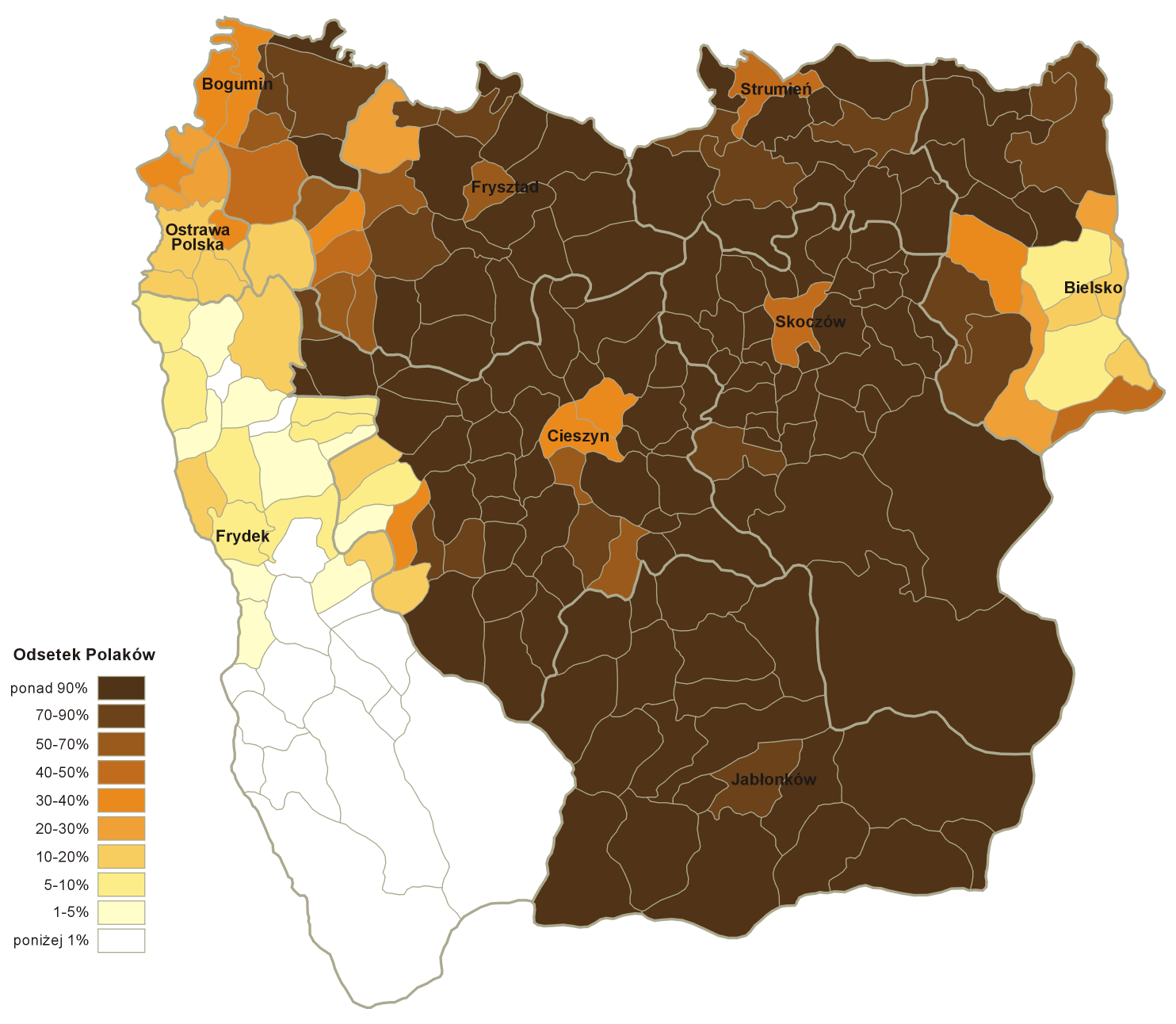
Teschner Schlesien (1910): Polnische Sprache
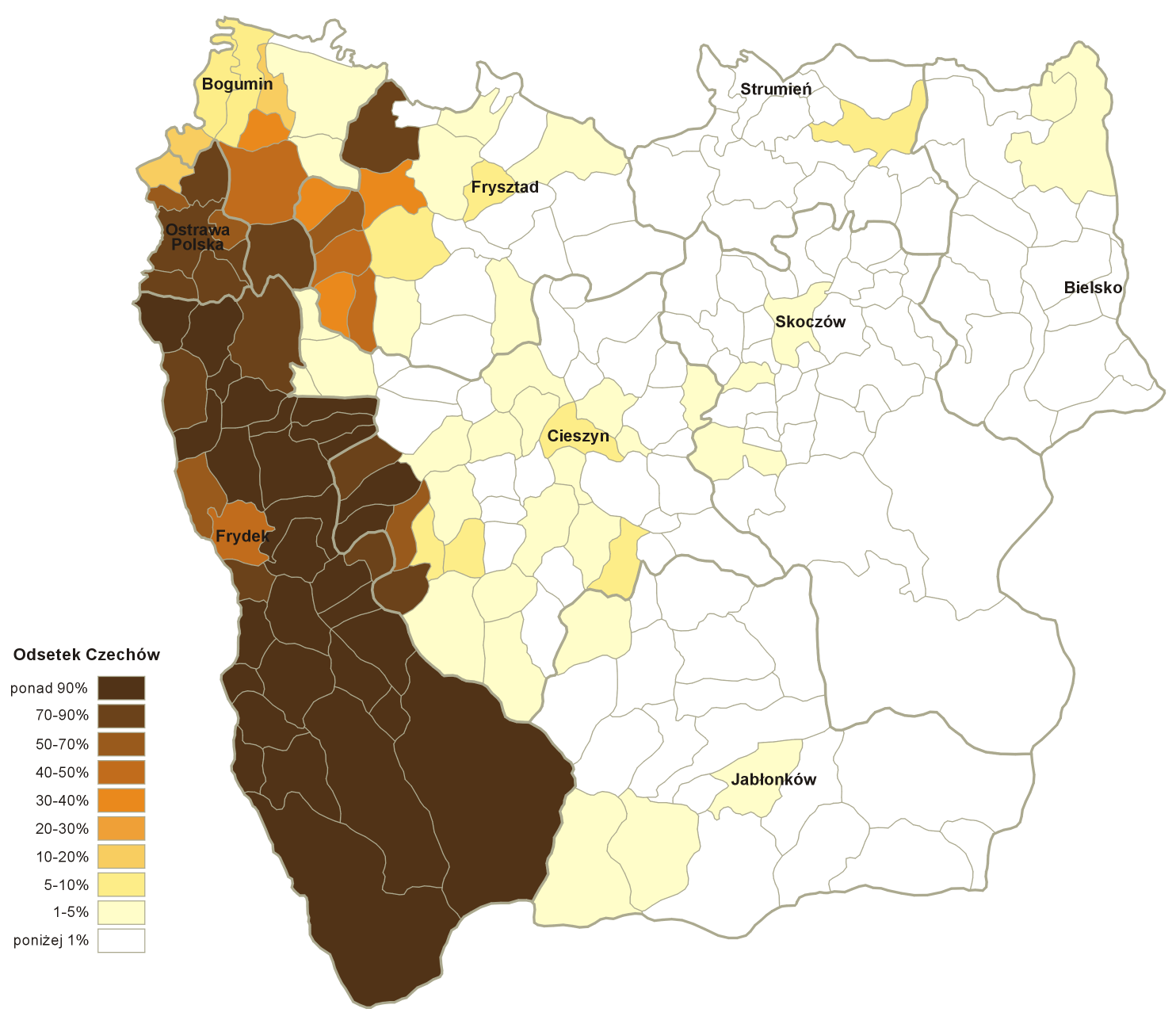
… Tschechische Sprache
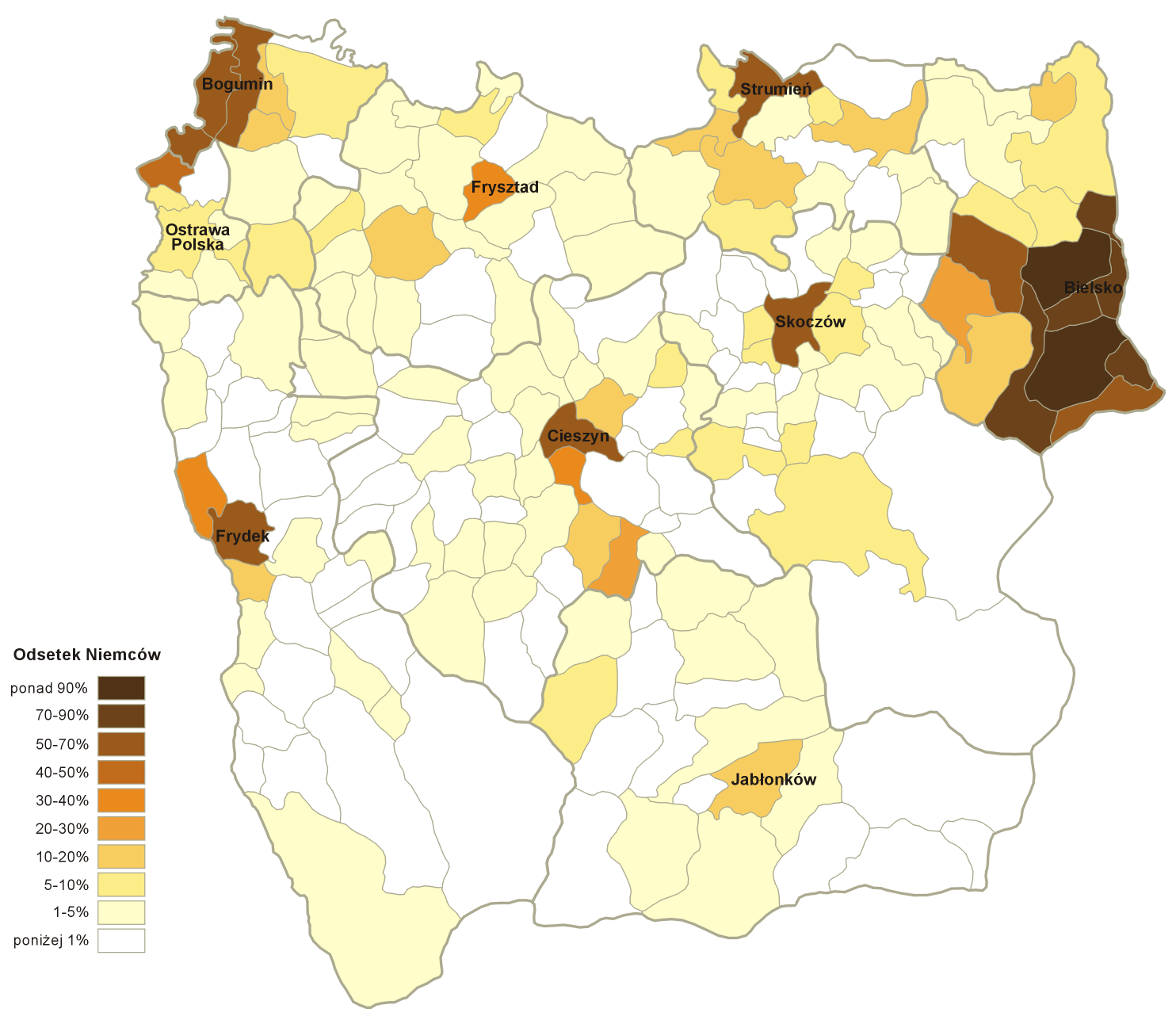
… Deutsche Sprache
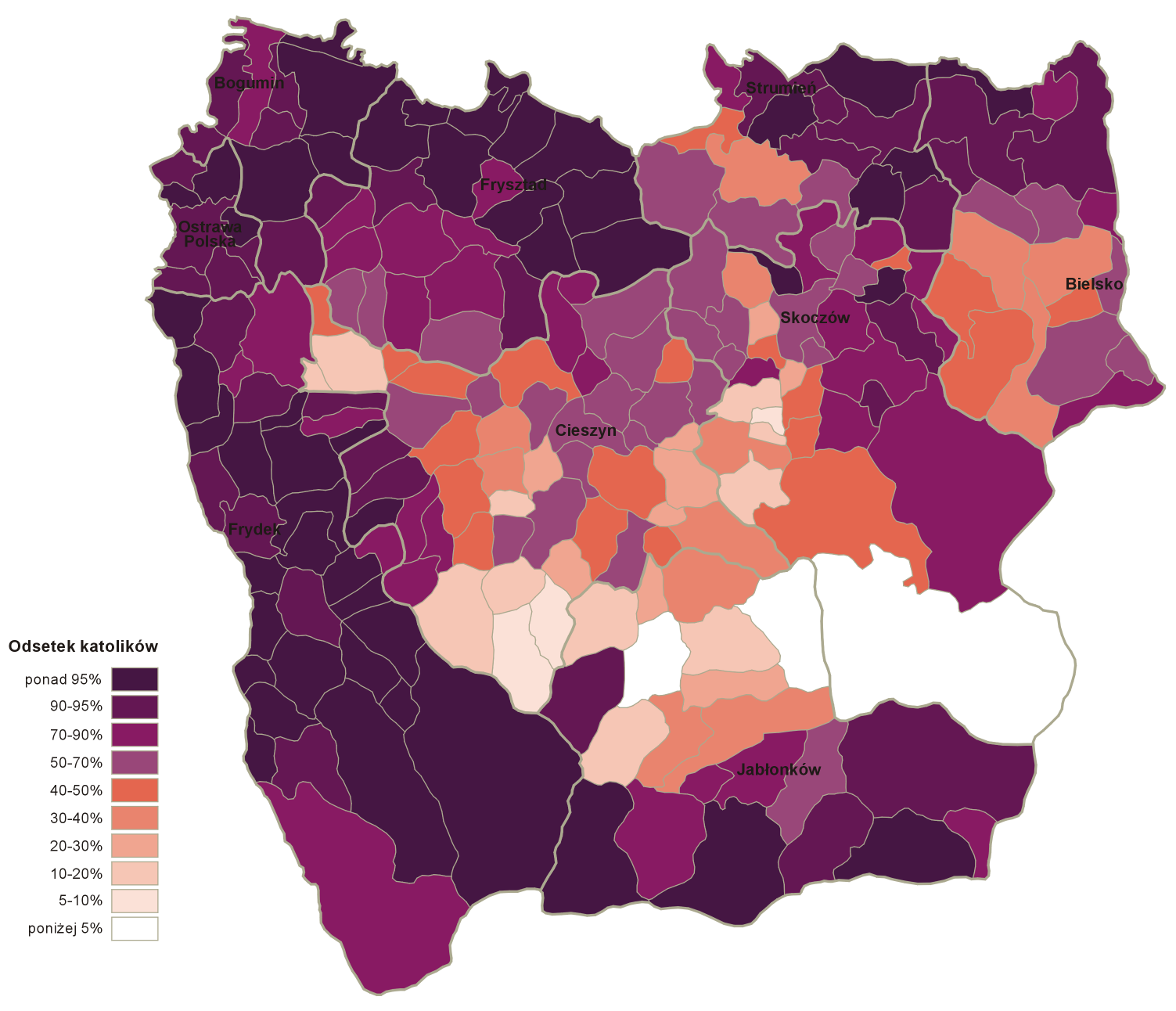
… Katholiken
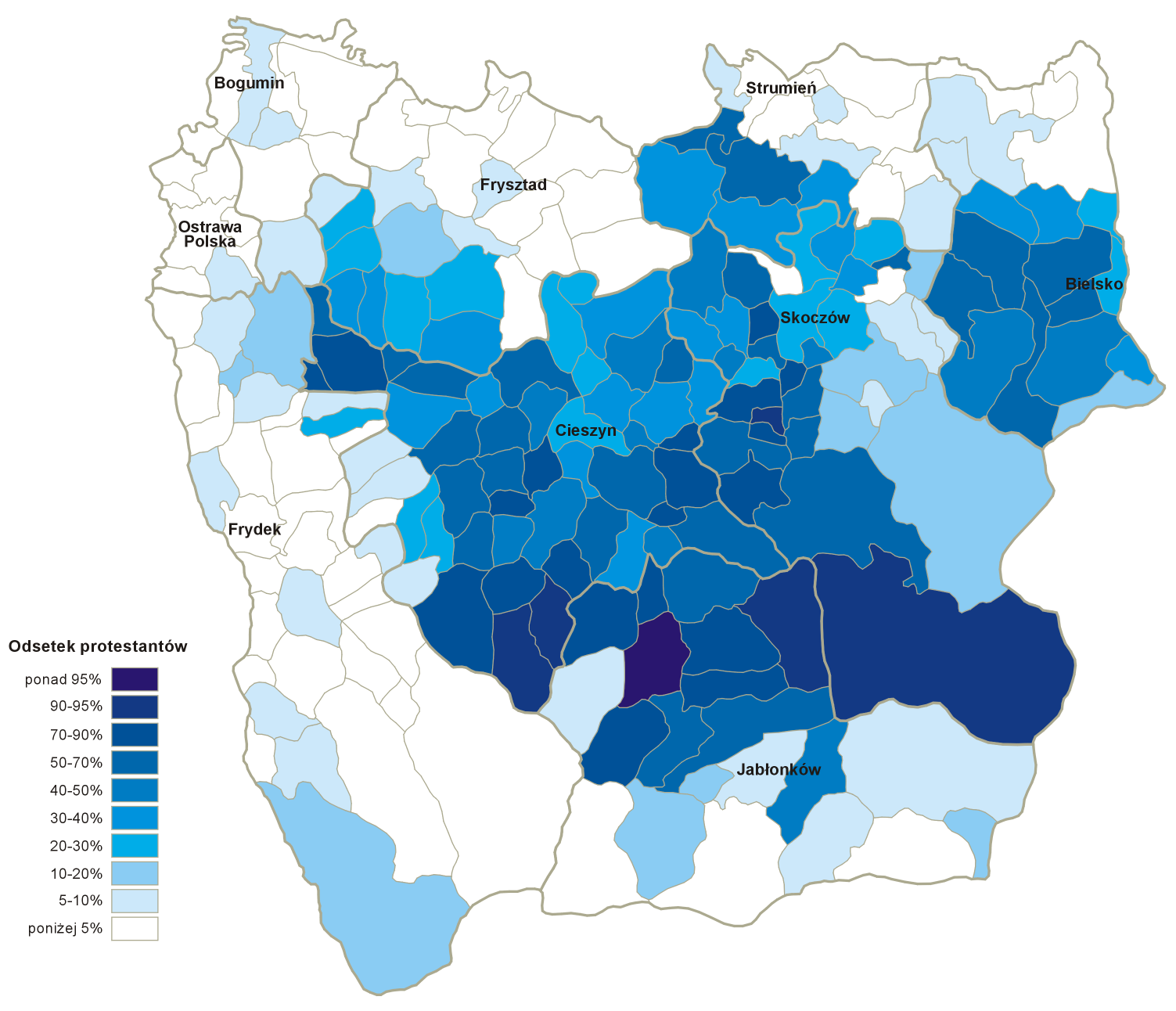
… Lutheraner

## Ortschaften

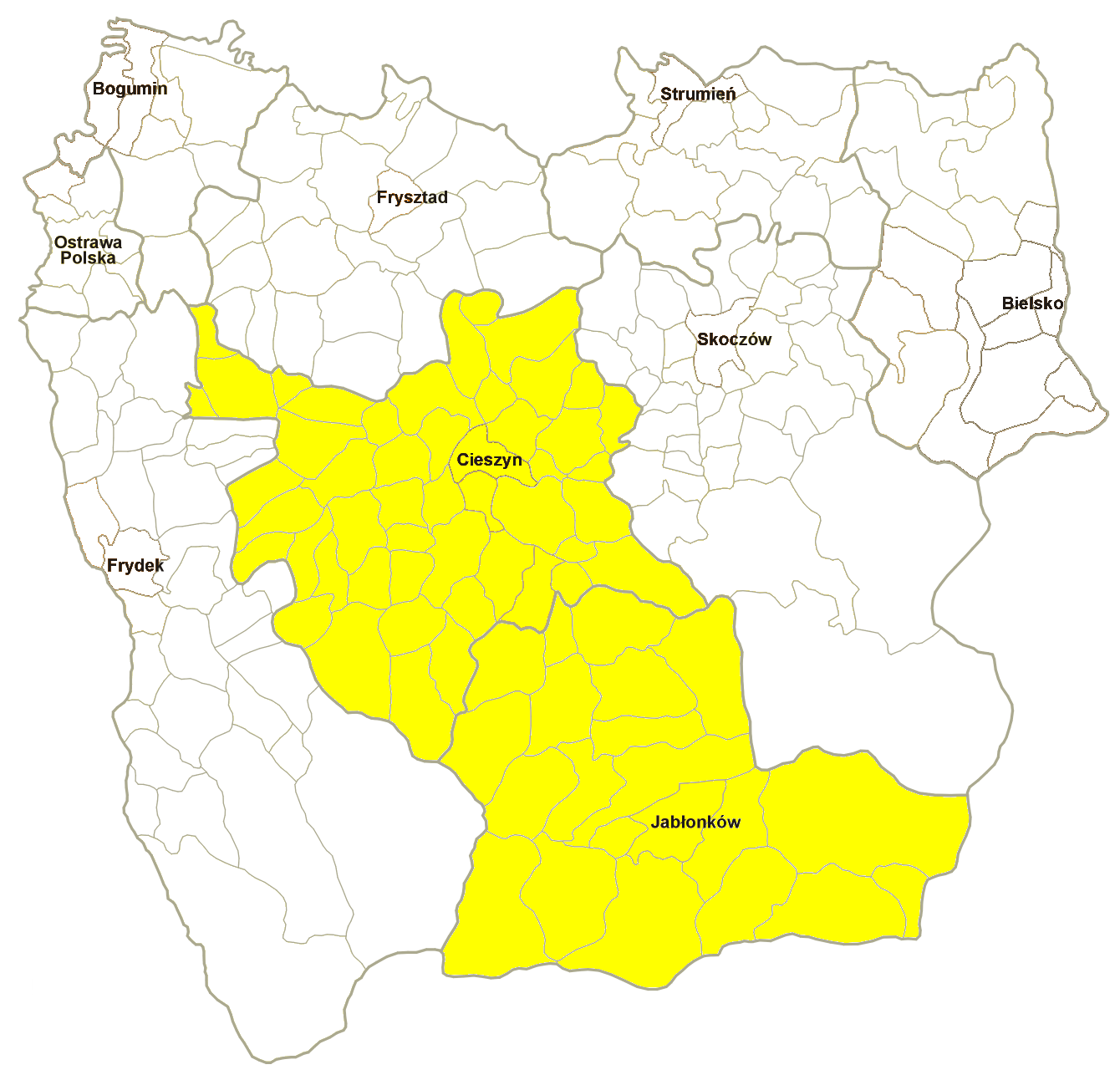
Gemeindegliederung (1910)

Auf dem Gebiet des Bezirks bestanden 1910 die Gerichtsbezirke in Teschen und Jablunkau, diesen waren folgende Orte zugeordnet:
Gerichtsbezirk Jablunkau:
1. Bistrzitz
2. Boconowitz
3. Bukowetz
4. Grudek
5. Istebna
6. Jablunkau (Ortsteile: Biala-Burgrecht, Schigla, Pioseczna)
7. Jaworzinka
8. Karpentna
9. Koniakau
10. Koszarzisk
11. Lischbitz
12. Unter Lomna
13. Ober Lomna (Ortsteile: Ober Lomna, Przelacz)
14. Millikau
15. Mosty
16. Nawsi
17. Niedek
18. Oldrzychowitz
19. Piosek
20. Tyra
21. Wendrin

Gerichtsbezirk Teschen:
1. Bażanowitz
2. Nieder Bludowitz
3. Bobrek
4. Brzezuwka
5. Nieder Dattin
6. Dobratitz (Ortsteile: Bukowitz, Dobratitz)
7. Nieder Domaslowitz (Ortsteile: Kotzurowitz, Niederdomaslowitz, Wolowetz)
8. Ober Domaslowitz
9. Dzingelau
10. Kameral Ellgoth
11. Grodischcz
12. Gumna
13. Gutty
14. Haslach
15. Hnojnik
16. Kojkowitz
17. Konskau
18. Kotzobendz (Ortsteile: Allodial Ellgoth, Kotzobendz, Thiergarten/Podobora/Zwierzyniec)
19. Krasna
20. Nieder Lischna
21. Ober Lischna
22. Mistrzowitz (Ortsteile: Koniakau, Mistrzowitz)
23. Mönichhof
24. Mosty
25. Niebory
26. Ogrodzon
27. Pastwisk (Ortsteile: Boguschowitz, Kalembitz, Pastwisk)
28. Pogwisdau (Ortsteile: Marklowitz, Pogwisdau)
29. Punzau
30. Roppitz
31. Rzeka
32. Schibitz (Ortsteile: Blogotitz, Schibitz)
33. Schöbischowitz (Ortsteile: Nieder Schöbischowitz, Ober Schöbischowitz, Pitrau)
34. Schumbarg
35. Smilowitz (Ortsteile: Rakowetz, Smilowitz)
36. Stanislowitz
37. Teschen (Ortsteile: Brandeis, Freistädter Vorstadt, Kleine Wiese, Mühlgraben, Sachsenberg, Steinplatz, Teschen)
38. Nieder Tieritzko
39. Ober Tierlitzko
40. Nieder Toschonowitz
41. Ober Toschonowitz (Ortsteile: Ober Toschonowitz, Poleniny)
42. Trzanowitz (Ortsteile: Nieder Trzanowitz, Ober Trzanowitz)
43. Trzynietz
44. Trzytiesch
45. Wielopoli
46. Zamarsk
47. Nieder Zukau
48. Ober Zukau
49. Zywotitz